# 溫特沃斯理工學院

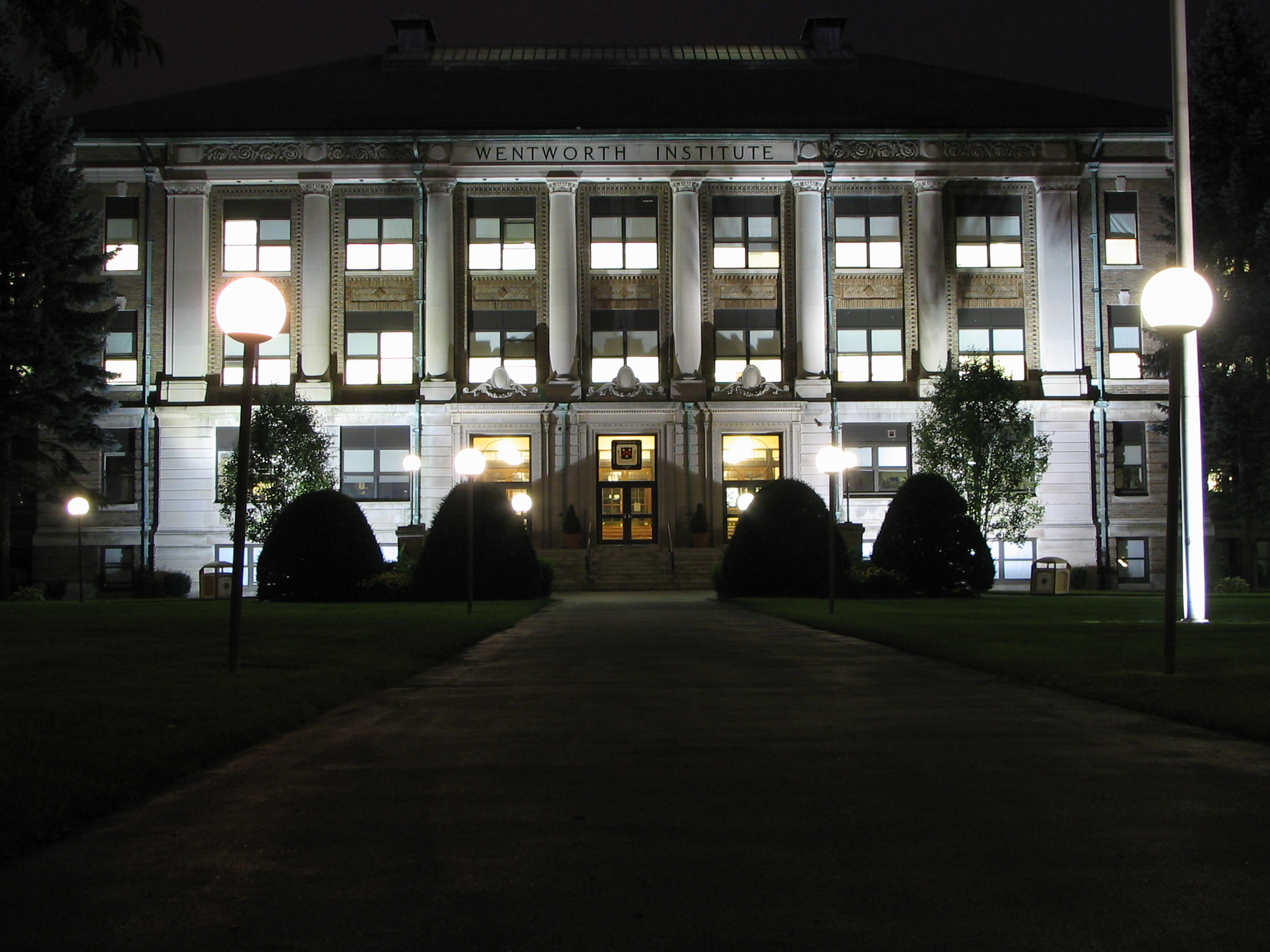
大學建築溫特沃斯堂（Wentworth Hall）

溫特沃斯理工學院（Wentworth Institute of Technology，縮寫：WIT）是位於美國馬薩諸塞州波士頓的一所私立大學，1904年依照波士頓商人阿黎约客·溫特沃斯（Arioch Wentworth）的遺囑，以其捐出的價值700萬美元的地產為基礎建立，最初的目的就是教授理工類課程。 現其主要為就業導向型學校，提供建築等理工類的本科和碩士學位。2015年《美國新聞與世界報道》將其列在“北部地區大學”排名中的第12位。

## 外部連結
- Official website （页面存档备份，存于）
- Official athletics website

42°20′12″N 71°05′42″W / 42.336611°N 71.095019°W